# Peter Šťastný
Vous lisez un « article de qualité » labellisé en 2008.
Pour les articles homonymes, voir Šťastný.
Temple de la renommée : 1998
Temple de la renommée de l'IIHF : 2000
Temple de la renommée slovaque : 2002
Peter Šťastný (né le 18 septembre 1956 à Bratislava, la capitale de la Slovaquie, alors en Tchécoslovaquie) est un joueur professionnel de hockey sur glace slovaque qui évoluait au poste de centre et qui a obtenu la citoyenneté canadienne par la suite. De 2004 à 2014, il est membre du Parlement européen.
Après Wayne Gretzky, il fut le joueur le plus prolifique des années 1980. Il a atteint le plateau des 100 points à sept reprises dont six saisons consécutives. Avant son arrivée dans la Ligue nationale de hockey, il fut un membre important de l'équipe nationale de la Tchécoslovaquie en compagnie de ses frères Anton et Marián.

## Biographie sportive

### Carrière en club

#### Ses débuts en Europe
Il fait ses débuts en Europe en jouant pour le club du TJ Slovan CHZJD Bratislava qui évolue dans la 1. liga, la première division tchécoslovaque, en 1973-74. Lors de sa troisième saison, en 1976-77, il finit à la neuvième place des meilleurs pointeurs avec le même nombre de points que le huitième, son frère aîné Marián. Tous les deux inscrivent alors 52 points mais Marián inscrit trois buts de plus que son frère. L'équipe, sixième du championnat, va monter en puissance et les frères Šťastný également puisque, la saison suivante, Marián termine cinquième pointeur de la saison et Peter septième. Ce dernier est également désigné comme faisant partie de la deuxième équipe-type — son aîné étant dans la première.
La saison 1978-79 reste la saison de référence pour la famille Šťastný puisque les trois frères, Peter, Marián et Anton, emmènent le club à son premier titre de champion de Tchécoslovaquie. Alors que l'ensemble de l'équipe inscrit 215 buts, les trois frères sont les auteurs de 103 d'entre eux. L'année suivante, alors que le club finit à la troisième place du championnat, Marián quitte ses deux frères mais cela n'empêche pas Peter de remporter la Zlatá hokejka — Crosse d'Or — remise au meilleur joueur tchécoslovaque en 1980,.
Il fut le second des frères Šťastný à être sélectionné avec l'équipe nationale de la Tchécoslovaquie. C'est à partir de ce moment qu'il commença à attirer l'attention des dépisteurs de la Ligue nationale de hockey. En 1980, ses frères et lui marquèrent 16 buts en 6 parties lors des Jeux olympiques de Lake Placid aux États-Unis.

#### L'évasion de Tchécoslovaquie

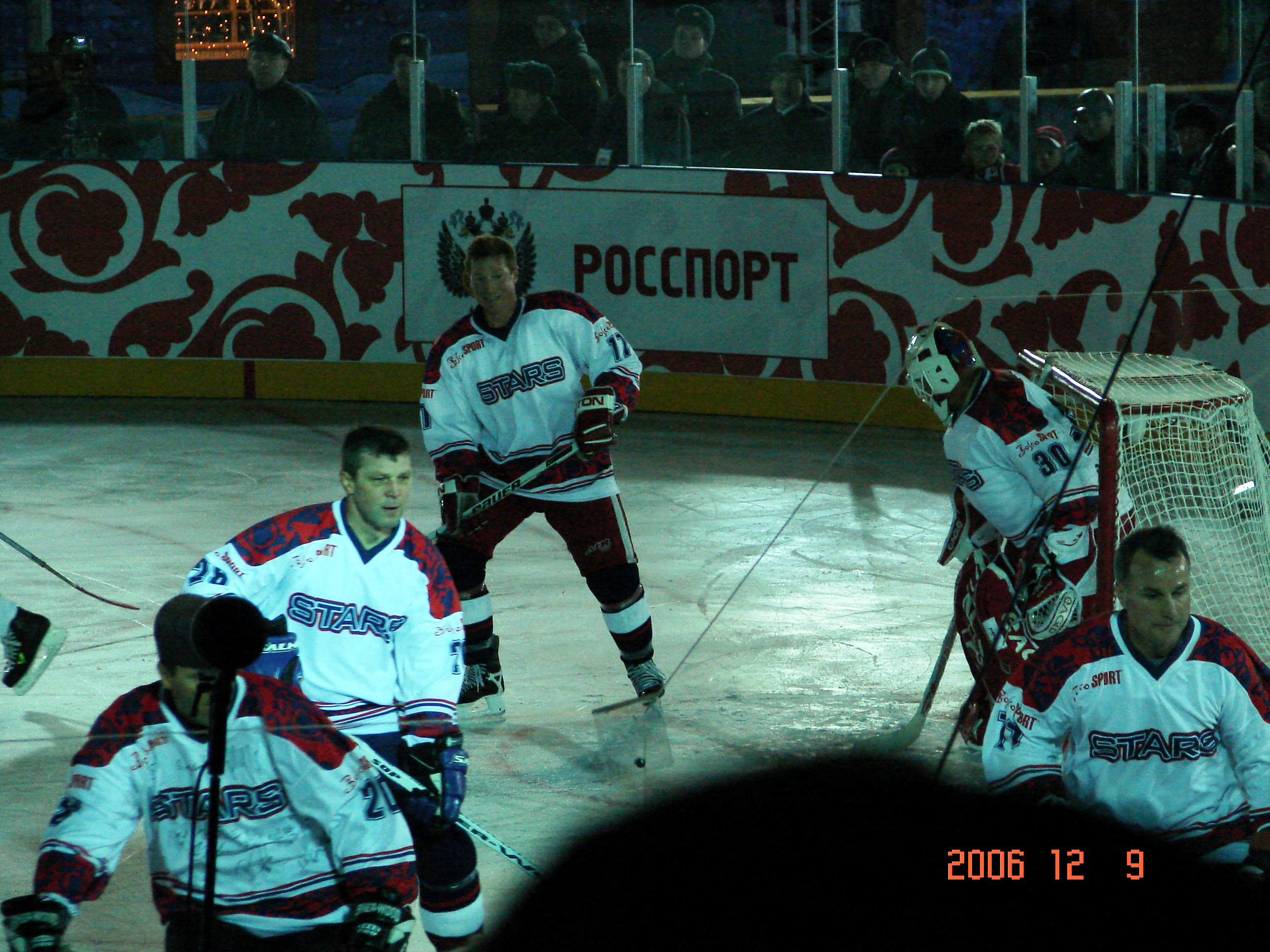
Peter Šťastný disputant une partie à Moscou en 2006
(second joueur à gauche)

Ne voyant aucun avenir pour lui en tant que citoyen et joueur de hockey en Tchécoslovaquie, pays qui était communiste à ce moment-là, il décide de fuir le pays. Il avait auparavant déjà critiqué les abus du régime communiste et avait alors reçu une sérieuse réprimande du gouvernement en place. Il se devait de suivre la ligne que le gouvernement voulait sinon il risquait d'être banni de l'équipe nationale de hockey. Il suivit donc l'exemple de Václav Nedomanský qui avait fui la Tchécoslovaquie quelques années auparavant en compagnie de sa famille et de son coéquipier dans l'équipe nationale tchécoslovaque Richard Farda.
Alors que l'équipe nationale était à Innsbruck en Autriche pour y disputer un tournoi, Peter et son frère Anton estimèrent qu'il était temps de s'enfuir. Ils commencèrent par communiquer avec Marcel Aubut via un numéro de téléphone que Peter avait trouvé dans le guide des médias de la LNH. Quelques heures plus tard, ils furent rejoints par les dirigeants des Nordiques de Québec. Ils signèrent alors un contrat avec l'équipe lors d'une réunion secrète. Ils attendirent la tombée de la nuit et partirent vers Vienne en compagnie des dirigeants des Nordiques : Marcel Aubut et Gilles Léger. Un troisième complice s'était chargé de la femme de Peter, Darina, qui était alors enceinte. Marián ne put partir avec eux car, plus âgé, il était déjà marié et père de trois enfants et ne pouvait pas tout quitter. Il leur fit tout de même la promesse de les rejoindre plus tard. Les Nordiques se sont intéressés à l'avenir des frères Šťastný après avoir choisi Anton lors du repêchage d'entrée dans la Ligue nationale de hockey de 1979.
Le groupe se réfugia quelques heures à l'hôtel Intercontinental de Vienne puis prit l'avion en direction d'Amsterdam, puis un autre vol vers Montréal, pour finalement arriver à Québec. Ils rejoignirent les Nordiques à l'aube de la saison 1980-1981.
Pendant ce temps, en Tchécoslovaquie, Peter est condamné à 18 mois d'emprisonnement par contumace pour avoir fait défection. Marián quant à lui dut subir des interrogatoires toujours plus nombreux avant de réussir à s'enfuir, toujours avec l'appui des Nordiques, un an plus tard et toujours via l'Autriche. Il avait refusé de fuir en même temps que ses deux frères cadets, craignant pour sa famille.

#### La Ligue nationale de hockey

##### Les Nordiques de Québec

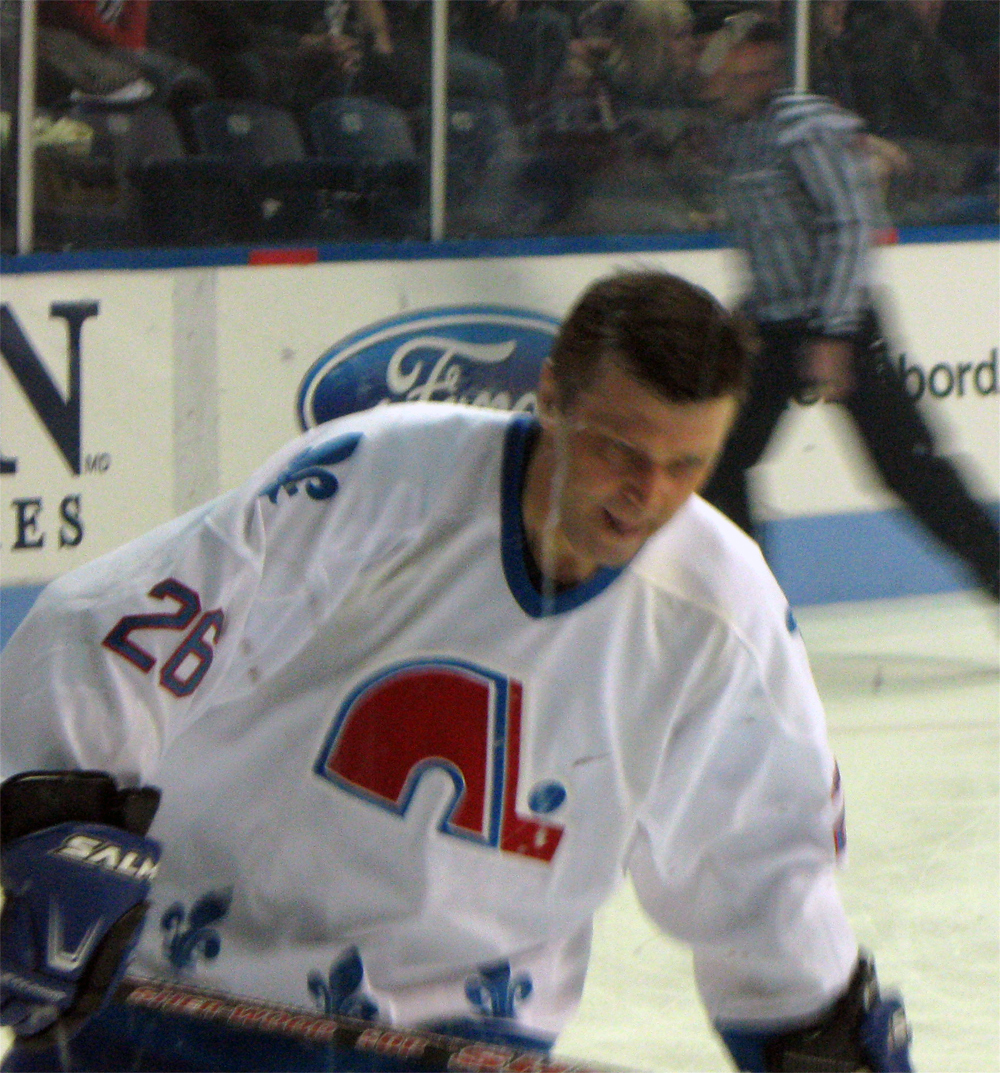
Peter Šťastný lors d'une partie entre anciens Nordiques et anciens Canadiens le 13 mars 2010 au Colisée Pepsi de Québec.

Il fait ses débuts avec les Nordiques le 9 octobre 1980 lors d'une partie disputée contre les Flames de Calgary. Il faudra attendre cinq jours pour voir le premier but d'Anton et sept de plus pour voir le premier d'une longue série de buts inscrits par Peter. Il le marque contre Tony Esposito, gardien de but des Black Hawks de Chicago.
Anton et lui s'imposent au fil des matchs comme des marqueurs prolifiques. Lors de cette première saison, il est sélectionné pour jouer le 33e Match des étoiles de la LNH, match qui se joue le 10 février. Le 20 février, les frères Šťastný réussissent un exploit qui n'a jamais été réédité à ce jour : lors d'une victoire sur le score de 9-3 des Nordiques contre les Canucks de Vancouver, ils réussirent chacun un tour du chapeau, exploit qui n'avait jamais été réalisé précédemment par deux frères. Ils ne s'arrêtent pas pour autant à si peu et deux jours plus tard, ils font encore plus fort : cette fois, Peter inscrit 4 buts alors qu'Anton en marque 3 pour une victoire de 11-7 contre les Capitals de Washington. Au cours de la même partie, Jacques Richard réussit lui aussi un tour du chapeau. Ce soir là, les deux frères inscrivent chacun un total de 8 points, le meilleur total de l'histoire de la LNH pour un joueur dans sa première saison ainsi que le plus grand nombre de points pour un joueur lors d'un match à l'extérieur.
À la fin de sa première saison régulière, Peter Šťastný comptabilise 39 buts et ajoute 70 aides pour un total de 109 points. Sixième meilleur pointeur et passeur de la saison, il décroche également d'autres records : il devient le meilleur pointeur européen dans sa première saison dans la LNH — il conservera ce record jusqu'au jour où le Finlandais Teemu Selänne atteindra la marque de 132 points lors de sa première saison en 1992-1993. Il est également le joueur recrue à totaliser le plus grand nombre de passes décisives avec 70 réalisations — Joé Juneau égalera cette marque en 1992-93. Il devient également le premier joueur de l'histoire de la LNH à dépasser la barre des 100 points lors de sa première saison. Il réalise cette performance en réalisant une passe décisive en mars contre les Canadiens de Montréal,.
Ces performances sur la glace vont permettre aux Nordiques de participer pour la première fois aux séries éliminatoires de la LNH après leur transfert depuis l'Association mondiale de hockey avant la saison précédente. Les Nordiques sont cependant éliminés en première ronde par les Flyers de Philadelphie 3 matchs à 2 et Peter Šťastný inscrit 10 points lors de ces cinq matchs, le plus haut total de son équipe lors des séries. Au terme de la saison, Peter met la main sur le trophée Calder remis à la recrue de l'année, devenant par le fait même le premier Européen à recevoir ce titre.
Pour leur deuxième saison dans la LNH, les deux frères cadets sont rejoints par Marián et sa famille. L'entraîneur en chef de l'équipe, Michel Bergeron, décide alors de réunir les trois frères au sein du même trio. C'est alors un des trios les plus électrisants de la saison avec 300 points inscrits à eux trois : Peter inscrit 46 buts et 93 aides, pour un total de 139 points — cette marque constitue toujours le record de points pour une saison de la franchise, incluant les records de la franchise quand elle deviendra l'Avalanche du Colorado— ses frères Anton et Marián récoltèrent quant à eux respectivement 72 et 89 points. Le joueur finit troisième meilleur pointeur de la saison et est mis en avant par une nouvelle sélection pour le 34e Match des étoiles de la LNH, il réalise une passe pour la victoire de sa conférence 4-2. L'équipe va encore une fois se qualifier pour les séries et affronter ses voisins les Canadiens de Montréal au premier tour. Victorieux 3 matchs à 2, les Nordiques vont battre ensuite les Bruins de Boston pour finalement perdre en finale de conférence 4 matchs à 0 contre les futurs vainqueurs de la Coupe Stanley : les Islanders de New York. Peter va manquer quatre matchs des séries éliminatoires mais les trois frères sont tout de même à la base de 50 points en seize matchs de séries joués au total.
La rivalité avec les Canadiens de Montréal atteignit un sommet à la suite de la victoire des Nordiques en 1982. Les rencontres qui suivirent au cours des saisons suivantes entre les deux équipes allaient devenir l'une des plus grandes rivalités du hockey moderne. Peter Šťastný en fut l'un des acteurs importants. Lors des séries éliminatoires de 1984, les Nordiques furent éliminés dans une série qui fut marquée par la bataille générale du Vendredi Saint. Les deux clubs se rencontrèrent à nouveau lors des séries de 1984-1985 et Peter marqua le but victorieux lors du 7e match de la série, et ce, en prolongation. Anton se trouvait également sur la glace pour ce but décisif de son frère Peter.

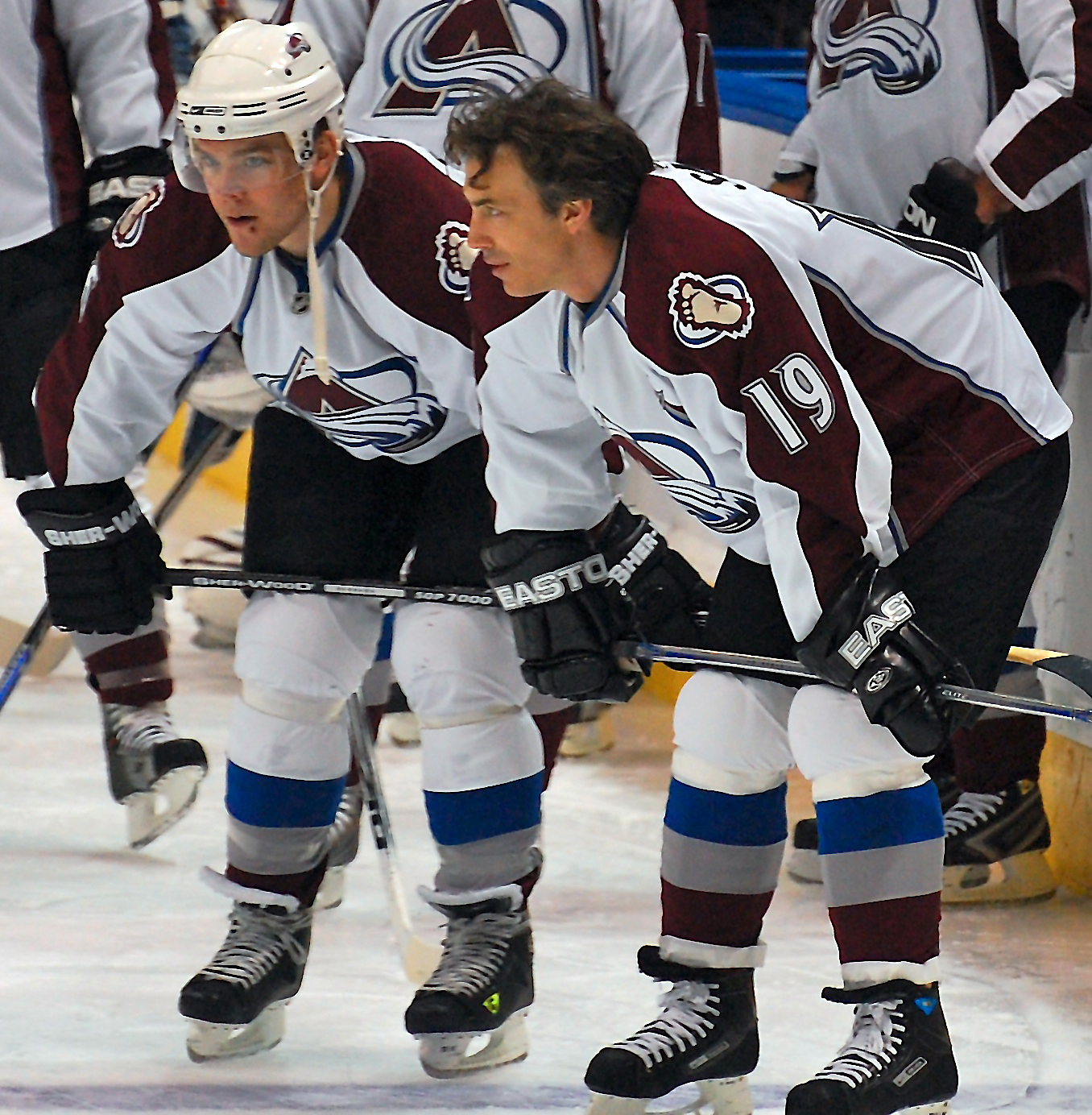
Paul Stastny, un des fils de Peter, et Joe Sakic, qui a joué quelques saisons avec Peter, sous les couleurs de l'Avalanche du Colorado en 2008.

Au cours des saisons qui vont suivre, Peter Šťastný va être régulièrement dans le tableau des dix meilleurs pointeurs des saisons, toujours derrière Wayne Gretzky, et il va connaître des saisons à plus de 100 points entre sa première année dans la LNH et la saison 1985-1986. Il est également régulièrement sélectionné pour jouer les Matchs des étoiles de la LNH mais ne parvient pas à amener son équipe en finale de la Coupe Stanley. Marián quitte l'équipe des Nordiques à la suite de la saison suivante : laissé libre par la franchise, il signe pour les Maple Leafs de Toronto avec qui il jouera une dernière saison dans la LNH.
Lors de la saison 1986-1987, Peter manque une vingtaine de matchs de la saison régulière mais finit tout de même second pointeur de l'équipe derrière Michel Goulet, autre pointeur de l'équipe au cours des années 1980,. Anton quant à lui joue avec les Nordiques jusqu'à la fin de la saison 1988-1989 mais il est alors affecté en cours de saison aux Citadelles de Halifax de la Ligue américaine de hockey pour une quinzaine de matchs.
Peter Šťastný reste donc le seul de la fratrie Šťastný avec les Nordiques à l'aube de la saison 1989-1990. Le 19 octobre 1989, lors d'un match contre les Blackhawks de Chicago, il inscrit son 1 000e point dans la LNH en marquant un but dans les buts vides de l'équipe adverse à la suite d'une passe de Paul Gillis. Avec ce but, il devient le premier joueur ayant commencé sa carrière en Europe à dépasser cette barre symbolique. Stan Mikita, autre joueur d'origine slovaque, fut le premier joueur européen à dépasser cette barre — en 1972 — mais il avait fait tout son apprentissage junior au Canada.
Finalement, il ne termine pas la saison avec les Nordiques et est échangé le 6 mars 1990 aux Devils du New Jersey en retour de Craig Wolanin et de considérations futures qui se concrétiseront par l'arrivée avec les Nordiques de Randy Velischek.

##### Les Devils du New Jersey
Alors que les Nordiques ne parviennent pas à se qualifier pour les séries, ce pour la troisième année consécutive, les Devils sont en meilleure position et se qualifient facilement. Ils perdent malgré tout lors du premier tour contre les Capitals de Washington 4 matchs à 2.
Il va jouer un peu plus de trois saisons au total dans la LNH pour les Devils mais ne retrouve plus sa capacité à inscrire des points comme la décennie précédente et dépasse de justesse les 60 points par saison et après trois saisons avec des défaites lors du premier tour des séries, il change une nouvelle fois de franchise, rejoignant les Blues de Saint-Louis en tant qu'agent libre en mars 1994.

##### Les Blues de Saint-Louis
Les deux dernières saisons de Peter Šťastný dans la LNH — les saisons 1993-1994 et 1994-1995 — sont assez quelconques avec très peu de matchs joués : il en joue moins de trente sur les deux saisons pour une vingtaine de points.
Il décide de diminuer son temps de jeu avec les Blues pour s'occuper de la nouvelle fédération de hockey sur glace de la Slovaquie, nouvel état né de la partition de la Tchécoslovaquie.
Il raccroche donc les patins avec plus de 1 000 points — il totalise 1 239 points dans sa carrière LNH en saison régulière et une centaine de points supplémentaires lors des séries. Avec 450 buts inscrits en 977 matchs de saison régulière, il est aux portes du cercle très fermé des Joueurs de la LNH avec 500 buts au cours de leur carrière.

### Carrière internationale

#### Championnat du monde
Peter Šťastný participe à deux championnats du monde junior en 1975 et 1976 et y remporta le bronze en 1976. Ces tournois ne sont pas considérés comme officiels par la Fédération internationale de hockey sur glace mais réunissent quand même plusieurs puissances du hockey junior.
Il joue par la suite son premier Championnat du monde senior en 1976 et il s'agit du premier tournoi où la Fédération internationale autorise les nations participantes à sélectionner des joueurs professionnels. Cette année-là, la Tchécoslovaquie remporte le tournoi en battant les Soviétiques.
En 1977, il participe encore une fois au championnat et aide son équipe à remporter une deuxième médaille d'or consécutive. C'est également l'année où le Canada présente pour la première fois des joueurs issus de la Ligue nationale de hockey. Au niveau individuel, il connaît un bon tournoi amassant 3 buts et 5 mentions d'assistances en 10 parties.
En 1978, les attentes sont grandes pour la Tchécoslovaquie qui a remporté les deux précédentes éditions. Cette fois, les tchécoslovaques s'inclinent face à l'URSS. Encore une fois, Peter Šťastný démontre tout son potentiel aux yeux du monde, récoltant un total de 11 points en 10 parties (5 buts et 6 mentions d'assistances).
À la suite de sa défection de 1980 et à un règlement de la Fédération internationale de hockey sur glace, il lui faut attendre la partition de la Tchécoslovaquie en deux pour rejouer un championnat du monde. Lors du championnat du monde de 1995, la Slovaquie évoluait alors dans la 2e division du championnat et âgé de 39 ans, il est déterminé à aider son pays à rejoindre le groupe élite du hockey mondial. Le pays avait acquis le droit de participer au tournoi de 2e division quelques semaines à peine après le tournoi olympique de 1994. Le défi était donc de taille, mais l'équipe slovaque répond d'une façon extraordinaire, grâce en partie à son capitaine qui y récolte un impressionnant total de 16 points en 6 parties (8 buts et 8 mentions d'assistances). Il est nommé meilleur attaquant du tournoi et également nommé dans l'équipe d'étoiles. Il se retire du hockey à la suite de ce tournoi.

#### Jeux olympiques
En 1980, il participe pour la première fois aux Jeux olympiques. Il accompagne ses frères (Anton et Marián) à ces Jeux où ils connaissent ensemble un excellent tournoi olympique, marquant à eux seuls 16 buts. À titre personnel, Peter Šťastný finit deuxième meilleur marqueur du tournoi derrière son coéquipier Milan Nový. Il récolte un total de 14 points, soit 7 buts et 7 mentions d’assistance. Les Tchécoslovaques termineront le tournoi avec une décevante 5e place sans parvenir à se qualifier pour la poule finale.
Prolongeant sa carrière dans la LNH, il a l’occasion de représenter la Slovaquie, devenue indépendante, lors des Jeux de 1994 à Lillehammer en Norvège. Il a l’honneur d’être nommé porte-drapeau de la délégation slovaque. Bien qu’à ces Jeux la Slovaquie ne figurât pas parmi les favoris, Šťastný réussit tout de même à marquer 5 buts tout en récoltant 4 mentions d’assistances. Cette performance le plaça au 3e rang des meilleurs pointeurs derrière deux de ses coéquipiers, Žigmund Pálffy et Miroslav Šatan. La Slovaquie terminera le tournoi olympique au 6e rang. Ce fut le dernier tournoi olympique pour Šťastný.
En 1996, il lui est proposé de devenir entraîneur-chef de l’équipe slovaque pour la Coupe du monde de hockey, poste qu'il accepte. Cependant, le président de la Fédération de Slovaquie de hockey sur glace voulait qu’il signe un contrat jusqu’aux prochains Jeux olympiques d'hiver de 1998 qui étaient prévus à Nagano au Japon. Certains hommes de hockey influents en Slovaquie ne voulaient guère de Šťastný comme entraîneur et ils finirent par avoir raison de sa candidature et il ne devint jamais entraîneur de l’équipe nationale.

#### Coupe Canada
Bien qu'ayant déjà représenté son pays plusieurs fois par le passé, il est peu connu des Nord-Américains lorsqu'il endosse l'uniforme de la Tchécoslovaquie lors de la Coupe Canada de 1976. Il n'a alors que 19 ans et est le deuxième plus jeune joueur du tournoi après le gardien de l'équipe finlandaise Markus Mattsson. Pourtant, il est déjà considéré par beaucoup comme l'un des joueurs les plus dangereux de la compétition. Vladislav Tretiak dira de lui : « Peter Šťastný est un joueur extrêmement dangereux avec ou sans la rondelle. […] Il n'avait que 19 ans lorsqu'il a joué à la Coupe Canada et était l'un des meilleurs. » Au cours de cette première participation à ce tournoi, il récolte 4 mentions d'assistance en 7 parties. Son équipe remporte la médaille d'argent après une défaite contre l'équipe canadienne.
Il revient à la Coupe Canada en 1984 mais cette fois en représentant son pays d'accueil, le Canada. Il a précédemment obtenu la citoyenneté canadienne au printemps. Il n'aurait pu représenter le Canada si le tournoi avait été présenté sous la supervision de la Fédération internationale de hockey sur glace, celle-ci interdisant à l'époque à un joueur ayant déjà représenté un pays d'en représenter un autre. Mais, la Coupe Canada étant sous la direction de la Ligue nationale de hockey et de l'association des joueurs de la LNH, les joueurs ne sont alors pas soumis à ce règlement.
Il voit cependant moins d'action lors de ce tournoi, n'étant que le troisième centre de l'équipe derrière Wayne Gretzky et Brent Sutter. Il ne marque qu'un seul but, lors d'une joute face à son ancienne équipe, la Tchécoslovaquie,.
En juillet 1991, il fut approché par Jaroslav Walter, assistant de l'entraîneur Ivan Hlinka, pour jouer à nouveau avec la Tchécoslovaquie lors de la Coupe Canada. Bien qu'il fût honoré d'avoir la possibilité de représenter à nouveau le pays qu'il avait fui une dizaine d'années auparavant, il déclina l'invitation, considérant que les Slovaques n'étaient pas assez représentés au sein de l'effectif.

## Biographie extra-sportive

### Sa famille

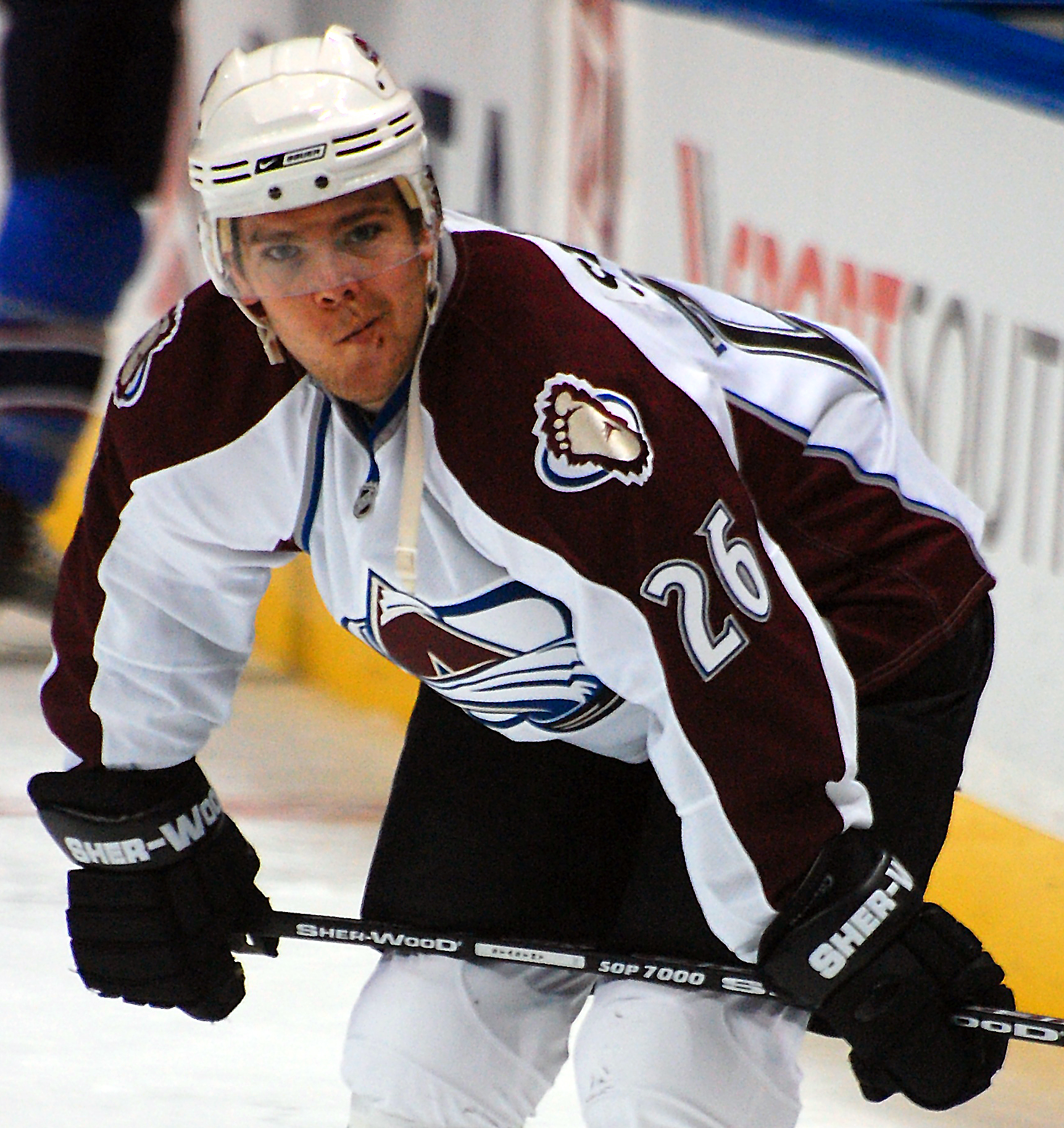
Paul, fils de Peter, sous les couleurs de l'Avalanche du Colorado.

La famille Šťastný est historiquement une famille de joueurs de hockey sur glace. Fils de Stanislav et de Františka Šťastný, Peter est issu d'une fratrie de cinq enfants, dont trois ont fait carrière dans la Ligue nationale de hockey et surtout sous le maillot de l'équipe nationale. Les cinq frères sont dans l'ordre de naissance : Vladimír, Bohumil, Marián, Peter et Anton. Vladimír l'aîné de la famille est né en 1945 et a été un entraîneur de hockey, tandis que son cadet, Bohumil, est né deux ans plus tard. Architecte de carrière, il a émigré en Suisse pour quitter le régime communisme.
Marián est né trois ans avant Peter et a commencé le hockey deux ans avant son frère. Il quittera la Tchécoslovaquie après ses deux frères cadets pour les rejoindre avec les Nordiques. Anton est le plus jeune frère de Peter et est né trois ans après ce dernier. Il quitte son pays en même temps que Peter. Les deux frères Anton et Marián ont arrêté le hockey sur glace avant Peter.
Peter est le père de deux joueurs de hockey sur glace : Yan et Paul. Ils sont nés respectivement en 1982 et 1985 et sont tous les deux de double nationalité canadienne et américaine. Alors que Paul est choisi lors du repêchage d'entrée de 2005 dans la Ligue nationale de hockey par l'Avalanche du Colorado, continuité des Nordiques, Yan, l'aîné, a été choisi lors du repêchage d'entrée de 2002 par les Bruins de Boston.
Yan porte le numéro 25 alors que Paul porte le numéro de son père, le numéro 26.

### Sa carrière politique
Depuis longtemps supporter de Mikuláš Dzurinda, il soutient le candidat du parti chrétien-démocrate Slovenská demokratická koalice lors des élections parlementaires de Slovaquie de 1998. En 2000, le parti change de nom pour prendre celui de l'Union démocratique et chrétienne slovaque, Slovenská demokratická a kresťanská únia – Demokratická strana (SDKÚ-DS) et en 2002, Šťastný soutient une nouvelle fois Dzurinda.
En 2004, il devient tête de liste du SDKÚ-DS et en juin, il est élu pour être un des quatorze représentants de la Slovaquie au Parlement européen pour les cinq années à suivre.
Il est alors un des membres du parlement à être vice-président de l'assemblée parlementaire Europe-Amérique latine (EUROLAT), membre de la commission du commerce international (INTA) et membre de la délégation pour les relations avec Israël. Il est également membre remplaçant de la commission des budgets (BUDG) et de la délégation pour les relations avec les États-Unis.
Sélectionneur de l'équipe nationale entre 2002 et 2006, il va prendre position contre Juraj Široký président de la Fédération de Slovaquie de hockey sur glace à la fin de son mandat, à la suite des jeux de Turin. Il accuse alors le président d'avoir fait partie de la Sécurité d'État — Štátna bezpečnosť en slovaque. Il accuse également Široký d'avoir menti sur son rôle pendant la période Tchécoslovaque ainsi que lors de sa candidature pour être président de la fédération slovaque. En 2008, il menace de retirer son nom du Hokejová sieň slávy, temple de la renommée slovaque si la situation ne change pas. Finalement, à la suite du championnat du monde 2008 et une treizième place, Široký démissionne de son poste officiellement en raison des résultats de l'équipe nationale.
En novembre 2007, après avoir entendu un groupe se prononçant devant le Parlement européen qui promouvait l'idée d'avoir une délégation d'athlètes représentant le Tibet aux Jeux olympiques d'été de 2008 à Pékin en République populaire de Chine, il déclara publiquement être en faveur d'une représentation tibétaine à ces jeux.

## Statistiques
| Saison         | Équipe                     | Ligue          |     | Saison régulière | Saison régulière | Saison régulière | Saison régulière | Saison régulière |    | Séries éliminatoires | Séries éliminatoires | Séries éliminatoires | Séries éliminatoires | Séries éliminatoires |
| Saison         | Équipe                     | Ligue          | PJ  | B                | A                | Pts              | Pun              | PJ               | B  | A                    | Pts                  | Pun                  |                      |                      |
| 1975-1976      | TJ Slovan CHZJD Bratislava | 1.liga         | 32  | 19               | 9                | 28               | -                | -                | -  | -                    | -                    | -                    |                      |                      |
| 1976-1977      | TJ Slovan CHZJD Bratislava | 1.liga         | 44  | 25               | 27               | 52               | -                | -                | -  | -                    | -                    | -                    |                      |                      |
| 1977-1978      | TJ Slovan CHZJD Bratislava | 1.liga         | 42  | 29               | 24               | 53               | 28               | -                | -  | -                    | -                    | -                    |                      |                      |
| 1978-1979      | TJ Slovan CHZJD Bratislava | 1.liga         | 39  | 32               | 23               | 55               | 21               | -                | -  | -                    | -                    | -                    |                      |                      |
| 1979-1980      | TJ Slovan CHZJD Bratislava | 1.liga         | 41  | 26               | 26               | 52               | 58               | -                | -  | -                    | -                    | -                    |                      |                      |
| 1980-1981      | Nordiques de Québec        | LNH            | 77  | 39               | 70               | 109              | 37               | 5                | 2  | 8                    | 10                   | 7                    |                      |                      |
| 1981-1982      | Nordiques de Québec        | LNH            | 80  | 46               | 93               | 139              | 91               | 12               | 7  | 11                   | 18                   | 10                   |                      |                      |
| 1982-1983      | Nordiques de Québec        | LNH            | 75  | 47               | 77               | 124              | 78               | 4                | 3  | 2                    | 5                    | 10                   |                      |                      |
| 1983-1984      | Nordiques de Québec        | LNH            | 80  | 46               | 73               | 119              | 73               | 9                | 2  | 7                    | 9                    | 31                   |                      |                      |
| 1984-1985      | Nordiques de Québec        | LNH            | 75  | 32               | 68               | 100              | 95               | 18               | 4  | 19                   | 23                   | 24                   |                      |                      |
| 1985-1986      | Nordiques de Québec        | LNH            | 76  | 41               | 81               | 122              | 60               | 3                | 0  | 1                    | 1                    | 2                    |                      |                      |
| 1986-1987      | Nordiques de Québec        | LNH            | 64  | 24               | 53               | 77               | 43               | 13               | 6  | 9                    | 15                   | 12                   |                      |                      |
| 1987-1988      | Nordiques de Québec        | LNH            | 76  | 46               | 65               | 111              | 69               | -                | -  | -                    | -                    | -                    |                      |                      |
| 1988-1989      | Nordiques de Québec        | LNH            | 72  | 35               | 50               | 85               | 117              | -                | -  | -                    | -                    | -                    |                      |                      |
| 1989-1990      | Nordiques de Québec        | LNH            | 62  | 24               | 38               | 62               | 24               | -                | -  | -                    | -                    | -                    |                      |                      |
| 1989-1990      | Devils du New Jersey       | LNH            | 12  | 5                | 6                | 11               | 16               | 6                | 3  | 2                    | 5                    | 4                    |                      |                      |
| 1990-1991      | Devils du New Jersey       | LNH            | 77  | 18               | 42               | 60               | 53               | 7                | 3  | 4                    | 7                    | 2                    |                      |                      |
| 1991-1992      | Devils du New Jersey       | LNH            | 66  | 24               | 38               | 62               | 42               | 7                | 3  | 7                    | 10                   | 19                   |                      |                      |
| 1992-1993      | Devils du New Jersey       | LNH            | 62  | 17               | 23               | 40               | 22               | 5                | 0  | 2                    | 2                    | 2                    |                      |                      |
| 1993-1994      | Blues de Saint-Louis       | LNH            | 17  | 5                | 11               | 16               | 4                | 4                | 0  | 0                    | 0                    | 2                    |                      |                      |
| 1994-1995      | Blues de Saint-Louis       | LNH            | 6   | 1                | 1                | 2                | 0                | -                | -  | -                    | -                    | -                    |                      |                      |
| Totaux LNH     | Totaux LNH                 | Totaux LNH     | 977 | 450              | 789              | 1 239            | 824              | 93               | 33 | 72                   | 105                  | 125                  |                      |                      |
| Totaux 1. liga | Totaux 1. liga             | Totaux 1. liga | 198 | 131              | 109              | 240              | 107              | -                | -  | -                    | -                    | -                    |                      |                      |

| Année | Équipe          | Compétition                   |    | PJ | B | A  | Pts | Pun                |  | Résultat |
| 1975  | Tchécoslovaquie | Championnat d'Europe junior   | 5  | 3  | 1 | 4  | 4   | Médaille d'argent  |  |          |
| 1975  | Tchécoslovaquie | Championnat du monde junior   | -  | 4  | 0 | 4  | -   | 4e position        |  |          |
| 1976  | Tchécoslovaquie | Championnat du monde junior   | 4  | 1  | 1 | 2  | 0   | Médaille de bronze |  |          |
| 1976  | Tchécoslovaquie | Championnat du monde          | 9  | 8  | 4 | 12 | 0   | Médaille d'or      |  |          |
| 1976  | Tchécoslovaquie | Coupe Canada                  | 7  | 0  | 4 | 4  | 2   | Médaille d'argent  |  |          |
| 1977  | Tchécoslovaquie | Championnat du monde          | 10 | 3  | 5 | 8  | 0   | Médaille d'or      |  |          |
| 1978  | Tchécoslovaquie | Championnat du monde          | 10 | 5  | 6 | 11 | 7   | Médaille d'argent  |  |          |
| 1980  | Tchécoslovaquie | Jeux olympiques               | 6  | 7  | 7 | 14 | 6   | 5e position        |  |          |
| 1984  | Canada          | Coupe Canada                  | 8  | 1  | 2 | 3  | 0   | Médaille d'or      |  |          |
| 1994  | Slovaquie       | Jeux olympiques               | 8  | 5  | 4 | 9  | 9   | 6e position        |  |          |
| 1995  | Slovaquie       | Championnat du monde groupe B | 6  | 8  | 8 | 16 | 0   | Médaille d'or      |  |          |

## Trophées et honneurs personnels

### Trophées en carrière
Championnat tchécoslovaque
- 1977-78 — sélectionné dans la seconde équipe type de la saison
- 1978-79 — champion avec Bratislava
- 1979-80 — Crosse d'Or tchécoslovaque

Ligue nationale de hockey
- 1980-1981 — trophée Calder de la meilleure recrue de la saison[25]
- Participation au Match des étoiles de la Ligue nationale de hockey (6 fois) — 1981, 1982, 1983, 1984, 1986 et 1988

Nordiques de Québec
- Meilleur pointeur de l'histoire des Nordiques, il assume le rôle de capitaine de la franchise à partir de la saison 1985-1986, à la suite du départ de Mario Marois aux Jets de Winnipeg en cours de saison[63]. Il porte le C du capitaine au cours des cinq saisons suivantes[64].

### Honneurs d'après carrière

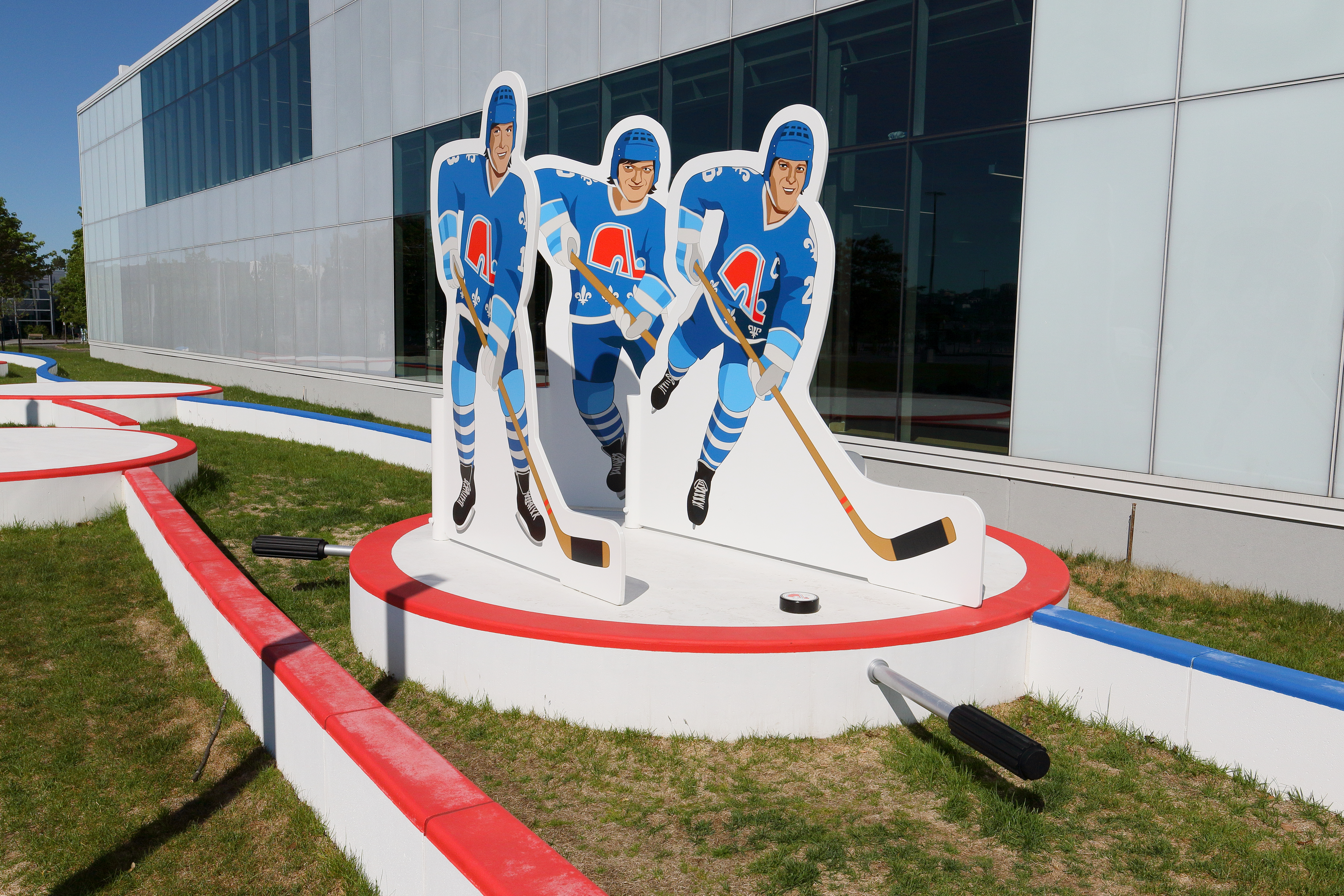
Toucher la cible : œuvre en hommage au frères Stastny à Québec.

À la suite de sa retraite de nombreux hommages lui ont été rendus : le numéro qu'il a porté tout au long de sa carrière a été élevé dans les chevrons de la patinoire de Québec : le Colisée de Québec et maintenant présent dans les chevrons du Centre Vidéotron.
Ainsi en novembre 1998, il devient membre du Temple de la renommée du hockey à Toronto, le temple mettant en avant une carrière exceptionnelle dans la Ligue nationale de hockey. Il partagea cet honneur avec son ancien coéquipier chez les Nordiques, Michel Goulet. Deux ans plus tard, il est admis au sein d'un autre temple de la renommée, il rejoint le temple de la renommée de la Fédération internationale de hockey sur glace.
En 2002, un nouveau temple de la renommée est créé, le temple de la renommée slovaque, le Hokejová sieň slávy et Šťastný va faire partie de la première promotion à être admise.
Pour être admis au Temple de la renommée de Toronto, le dossier de chaque pétitionnaire doit passer devant dix-huit membres du comité et recevoir au moins les trois-quarts des votes (quinze membres). Peter Šťastný fait aujourd'hui partie de ce comité de sélection.
En 2017, il est nommé parmi les 100 plus grands joueurs de la LNH à l'occasion du centenaire de la ligue.
Toucher la cible, œuvre de Pierre Brassard et Marie-Pier Lebeau Lavoie (2019) : on y retrouve les frères hockeyeurs slovaques Peter, Marian et Anton Šťastný dans un format géant de jeu de hockey sur table. Cette œuvre est présente à la Place Jean-Béliveau à Québec.

## Transactions en carrière
- 26 août 1980 : signe un contrat comme agent libre avec les Nordiques de Québec.
- 6 mars 1990 : échangé aux Devils du New Jersey par les Nordiques de Québec en retour de Craig Wolanin et de considérations futures (Randy Velischek le 13 août 1990).
- 9 mars 1994 : signe un contrat comme agent libre avec les Blues de Saint-Louis.